# Henry Kamen
Henry A. Kamen (Rangoon, 4 ottobre 1936) è uno storico britannico, autore di numerose pubblicazioni sull'Impero Spagnolo, in particolare sull'Inquisizione spagnola.

## Biografia
Henry Kamen nacque nel 1936 a Rangoon (all'epoca parte della Birmania britannica) da Maurice Joseph Kamen, un ingegnere anglo-birmano impiegato presso la Shell Oil, e sua moglie Agnes Frizelle, di origine anglo-irlandese e nepalese. Kamen compì i suoi studi presso la Chislehurst and Sidcup Grammar School, venendo ammesso in seguito come borsista all'università di Oxford, conseguendo il suo dottorato presso il St Antony's College.  
Tra il 1966 ed il 1992, Kamen fu insegnante di storia della Spagna presso l'università di Warwick. Ha collaborato inoltre con diverse università spagnole. Nel 1970 venne eletto fellow della Royal Historical Society. Nel 1984 venne nominato alla cattedra Herbert F. Johnson presso l'Institute for Research in the Humanities dell'università del Wisconsin-Madison. È stato inoltre professore al Consiglio superiore delle ricerche scientifiche a Barcellona dal 1993 sino al 2002, anno del suo pensionamento. Ha continuato la sua attività di ricercatore e autore e vive attualmente tra Spagna e Stati Uniti. Collabora occasionalmente con il quotidiano spagnolo El Mundo. 

## Opere

### Libri
- The War of Succession in Spain 1700-15. Indiana: University Press (1969)
- The Iron Century: Social Change in Europe, 1550–1660. London: Weidenfeld & Nicolson (1971); New York: Praeger Publishers (1972)
- Spain in the Later Seventeenth Century. London: Longman (1980)
- Golden Age Spain. Basingstoke: Macmillan Education (1988)
- European Society 1500–1700. New York; London: Routledge (1984)(1992) [revisione di The Iron Century]
- Lo Statista in L'uomo barocco (a cura di Rosario Villari) Laterza, Roma-Bari, Italy (1991)
- The Phoenix and the Flame. Catalonia and the Counter-Reformation. London and New Haven: Yale University Press (1993)
- Philip of Spain. New Haven: Yale University Press (1997)
- The Spanish Inquisition: A Historical Revision. London and New Haven: Yale University Press (1997)
- Early Modern European Society. London: Routledge (2000)
- Philip V of Spain: The King Who Reigned Twice. New Haven: Yale University Press (2001).
- Empire: How Spain Became a World Power, 1492–1763. New York: HarperCollins (2003)
- The Duke of Alba. London and New Haven: Yale University Press (2004)
- The Disinherited; Exile and the Making of Spanish Culture, 1492–1975. New York: HarperCollins (2007)
- Imagining Spain. Historical Myth and National Identity. London and New Haven: Yale University Press (2008)
- The Escorial. Art and Power in the Renaissance. London and New Haven: Yale University Press (2010)
- Spain 1469–1714: a Society of Conflict. London and New York: Longman (2014)

### Articoli
- (EN) The Decline of Castile: The Last Crisis, in The Economic History Review, vol. 17, n. 1, 1964,  pp. 63-76.
- (EN) Confiscations in the Economy of the Spanish Inquisition, in The Economic History Review, vol. 18, n. 3, 1965,  pp. 511-525.
- (EN) Melchor de Macanaz and the Foundations of Bourbon Power in Spain, in The English Historical Review, vol. 80, n. 317, ottobre 1965,  pp. 699-716.
- (EN) The Economic and Social Consequences of the Thirty Years' War, in Past & Present, n. 39, aprile 1968,  pp. 44-61.
- (EN) Galley Service and Crime in Sixteenth-Century Spain, in The Economic History Review, vol. 22, n. 2, agosto 1969,  pp. 304-305.
- (EN) A Forgotten Insurrection of the Seventeenth Century: The Catalan Peasant Rising of 1688, in The Journal of Modern History, vol. 49, n. 2, giugno 1977,  pp. 210-230.
- (EN) The Decline of Spain: A Historical Myth?, in Past & Present, n. 81, novembre 1978,  pp. 24-50.
- (ES) Nuevas perspectivas sobre la inquisición española, in Nueva Revista de Filología Hispánica, vol. 30, n. 20, 1981,  pp. 666-669.
- (EN) The Decline of Spain: A Historical Myth?: A Rejoinder, in Past & Present, n. 91, maggio 1981,  pp. 181-185.
- con Jonathan Israel: (EN) The Seventeenth-Century Crisis in New Spain: Myth or Reality?, in Past & Present, n. 97, novembre 1982,  pp. 144-156.
- (EN) The Mediterranean and the Expulsion of Spanish Jews in 1492, in Past & Present, n. 119, maggio 1988,  pp. 30-55.
- (EN) Toleration and Dissent in Sixteenth-Century Spain: The Alternative Tradition, in The Sixteenth Century Journal, vol. 19, n. 1, 1988,  pp. 3-23.
- (EN) Portugal and the Spanish Counter-Reformation, in Mediterranean Studies, vol. 1, 1989,  pp. 45, 47-52.
- (EN) Limpieza and the Ghost of Américo Castro: Racism as a Tool of Literary Analysis, in Hispanic Review, vol. 64, n. 1, 1996,  pp. 19-29.